# 李蔭垣
李蔭垣（?—?），山西省霍州直隸州趙城縣人，清朝政治人物、同進士出身。
光緒二十年（1894年），参加光緒甲午科殿試，登進士三甲158名。同年五月，著交吏部掣签分发各省，以知县即用。